# Cinetus ariantes
Cinetus ariantes är en stekelart som beskrevs av Nixon 1957. Cinetus ariantes ingår i släktet Cinetus, och familjen hyllhornsteklar. Arten är reproducerande i Sverige.